# دیر سنبل، ادلب
دیر سنبل (به عربی: دیر سنبل) یک روستا در سوریه است که در ناحیه احسم واقع شده‌است. دیر سنبل ۱٬۷۵۱ نفر جمعیت دارد.